# Marcial Cantero
Marcial Cantero Fernández (Mañón, La Coruña, 4 de agosto de 1959) es un crítico de cine y escritor español, autor de una serie de libros sobre directores de cine estadounidenses.

## Reseña biográfica
El primer contacto de Marcial Cantero con el periodismo se produjo a la temprana edad de 16 años, cuando creó junto a un amigo la revista Fat City, de la que se publicaron dos números. Diplomado en Magisterio, empezó su labor de crítico de cine en el diario La Voz de Galicia. Posteriormente fue colaborador en varios programas de televisión, tanto a nivel autonómico (A Chave y O programón en la Televisión de Galicia) como nacional (La mirada crítica en Telecinco), así como en el Centro Galego de Artes da Imaxe. Formó parte de la directiva del Ateneo Ferrolano, donde dirigió el documental As árbores, y en la misma ciudad de Ferrol fue organizador de los ciclos de cine Historia do cine cubano y Gansters e mariachis, este último dedicado a los directores Quentin Tarantino y Robert Rodríguez.

## Libros publicados
- Walter Hill (JC, 1985) ISBN 978-84-85741-30-4
- Steven Spielberg (Cátedra, 1993 1ª Ed) ISBN 978-84-376-1167-9
- Brian de Palma (Cátedra, 2001) ISBN 978-84-376-1873-9
- John Huston (Cátedra, 2003) ISBN 978-84-376-2092-3
- Steven Spielberg (Cátedra, 2006 2ª Ed) ISBN 978-84-376-2211-8